# Piel Castle
Piel Castle är ett slott i Storbritannien.   Det ligger i grevskapet Cumbria och riksdelen England, i den centrala delen av landet, 300 km nordväst om huvudstaden London. Piel Castle ligger 7 meter över havet.
Terrängen runt Piel Castle är platt. Havet är nära Piel Castle söderut. Närmaste större samhälle är Barrow-in-Furness, 6,4 km nordväst om Piel Castle. 